# 宮台真司
宮台 真司（みやだい しんじ、「宮臺眞司」とも表記。1959年3月3日 - ）は、日本の社会学者・映画批評家。社会学博士（東京大学・1990年）（学位論文「権力の予期理論〜了解を媒介にした作動形式〜」 ）。元東京都立大学教授。大学院大学至善館特任教授。「オウム事件真相究明の会」呼びかけ人。宮城県仙台市出身。ニックネームは「しんちゃん」。

## 経歴

### 1950年代 - 1980年代———祭りとアングラ演劇
1959年、仙台市に生まれる。小学校は父親の転勤に伴い仙台市から埼玉県入間郡富士見町(現富士見市)へ転校、その後小学生時代の大部分を京都市で、小学6年生の秋から大学生時代を東京都三鷹市と神奈川県大和市で過ごす。小学生時代、6回転校を経験した。小学校時代については、度重なる転校経験や早生まれという身体的なハンディキャップがあったことなどから、「周囲やコミュニティーに対するコミュニケーションの手法について、非常に意識的だった」、「『自分』をどのようなキャラクターとして演じるか、転校するごとに自分で考えて切り替えていた」と宮台は振り返っている。
1971年、学園紛争で荒廃していた麻布中学校・高等学校に進学する。宮台も、この頃から好んで哲学や思想の本を読むようになる。1977年、高校卒業後駿台予備学校に入学。一浪後の1978年、東京大学文科三類に進学する。廣松渉・小室直樹・見田宗介・吉田民人らに師事した。1980年東京大学文学部社会学科進学、1982年東京大学大学院社会学研究科入学。　　
社会学者の佐藤俊樹によると、東大の「規範研究会（木曜午後開催）」のメンバーであった。メンバーは全員で6人で、坂本佳鶴恵、石川洋明、奥山敏雄、そして立岩真也。佐藤は、はじめて、当時、修士2年生だった宮台にあった時の印象について、「その歩き方をみて『まるでトンボ型の宇宙人みたいだなあ』と思ったのが、宮台さんに対するぼくの第一印象である」と振り返っている。
1984年、同大学院修士課程修了。
高校2年生から3年生、大学1年生から2年生当時は学校にほとんど通っていなかったと述べている。

### 1990年代——援交から革命へ
1990年、権力関係を数理的（数理社会学）に分析する論文『権力の予期理論』で社会学博士の学位を取得。1993年からブルセラ、援助交際、オウム真理教などを論じる。
『中央公論』1994年1月号に山崎浩一、秋元康との「逆襲された「メディアの神話」(′93世相座談会)」と題した対談が掲載された。1999年から神保哲生が代表を務めるインターネット放送局ビデオニュース・ドットコムで、神保とともに『マル激トーク・オン・ディマンド』のホストを務めている。
1990年代後半から、内藤朝雄やノンフィクション作家の藤井誠二と管理教育についての取材・研究をもとにした書籍を発表する。

### 2000年代 - 2010年代前半——実践の失敗と「天皇主義」
宮台の門下生として、鈴木謙介、西田亮介、鈴木弘輝、塚越健司、堀内進之介らがいる。

### 2010年代後半 - 2020年代——〈社会〉と〈世界〉
2018年頃より、哲学者の丹羽一晃やラッパーのダースレイダーがゼミに顔を出し始める。さらに2020年4月より、ダースレイダーと共に定期的に「100分de宮台」という動画配信を行っている。
2024年3月、東京都立大学教授を定年退職、私塾を始める。
退職後は慣例として停年退職した教員に授与される名誉教授の称号を与えられることはなかった 。

## 年譜
- 1959年3月3日 - 誕生。
- 1965年4月 - 東北大学附属小学校（現: 宮城教育大学附属小学校）入学
  - 富士見市立鶴瀬西小学校（現: 富士見市立つるせ台小学校）に転校。
  - 京都市立松尾小学校に転校。
  - 京都市立山階小学校に転校。
  - 京都市立安朱小学校に転校。
  - 三鷹市立第六小学校に転校。

- 1971年3月 - 三鷹市立第六小学校卒業。
- 1974年3月 - 麻布中学校卒業
- 1977年3月 - 麻布高等学校卒業
- 1982年3月 - 東京大学文学部社会学専修課程卒業
- 1984年3月 - 東京大学大学院社会学研究科社会学Aコース修士課程修了
- 1987年3月 - 東京大学大学院社会学研究科博士課程満期退学
- 1987年4月 - 東京大学教養学部助手（社会学教室）
- 1990年3月 - 東京大学大学院社会学研究科博士課程社会学博士学位取得（学位論文「権力の予期理論〜了解を媒介にした作動形式〜」[4]）
- 1991年4月 - 東京外国語大学外国語学部専任講師（社会学教室）
- 1993年4月 - 東京都立大学人文学部社会学科助教授（社会学教室）
- 2007年4月 - 首都大学東京（東京都立大学が改組改名したもの）教授（社会学分野）昇任[30]
- 2018年8月 - 大学院大学至善館特任教授[8]。
- 2022年11月 - 東京都立大学南大沢キャンパス構内で面識のない男に襲撃され重傷を負う。
- 2024年2月 - 20歳の女子大生にラブホテルなどで取材し、返礼として相談に乗るなどの不適切な行動を取り大学の信用を失墜させたとして、東京都立大学より20日付で戒告の懲戒処分を受けた[31][32][33]。

## 南大沢キャンパスでの傷害事件
2022年11月29日 16時30分頃、宮台が教授を務める八王子市の東京都立大学南大沢キャンパス構内で面識のない男に後頭部を殴打されたうえ、刃物で首など数か所を刺され重傷を負った。「都立大の中で男性が顔を切られた」と目撃者の男性から110番通報され、病院に搬送された。全治約1か月の重傷となったが、命には別条はなく、同年12月7日に退院した。
宮台は警視庁捜査1課に対し、この男について「暗がりで誰かわからない」と話したほか、「男とは面識がない」と説明した。同年12月12日、警視庁捜査1課は殺人未遂容疑で行方を追っている男の動画と写真を公開した。事件発生から約2か月が経った2023年2月1日、容疑者とみられる男が死亡していたことが判明した。2022年12月16日に自殺を図ったとみられている。警視庁は2023年3月9日に男を容疑者死亡のまま殺人未遂容疑で書類送検した。
容疑者は相模原市南区に住む41歳の男である。自宅は都立大学から直線距離で約9kmの所にあり、都立大学や宮台との接点は確認されていない。男の母親はエホバの証人の現役の信者であり、男の自宅は以前は母親が信者たちとの集会場として使用していたものだった。ただし男は信者ではなく宗教2世ではない。男は神奈川県内の野球強豪校を卒業後、一度も職に就くことがなく引きこもり状態だった。警視庁によると、男の自宅からは約15年前に書かれたとみられるA6サイズのメモ帳3冊が見つかり、「大学教師なら人に偉そうに説教することを目的にしたらいけない」「学者が一番上に来てはいけない人種」「戦後の知性主義が日本を破壊した」などと学者や知識人を批判する内容の記載があった。
宮台によればエホバの証人はその教義において知識人を警戒し、大学や大学の教員を悪魔の手先としてみなしていること、加害者が国学系の「日本凄い」的な歴史書の愛読者で宮台と政治的立場が逆であることなどが原因で、自分が狙われたのではと推測している。また加害者がロスジェネ世代であることにも注目している。

## 写真週刊誌報道および懲戒処分
2023年12月17日、東京都品川区東大井の「きゅりあん」でトークライブを行い、翌日同会に出席した20歳の地方国立大学の女子大生を伴って渋谷区円山町のホテルの客室に滞在し、出てきたところを張り込んでいた光文社の記者によって撮影され、『FLASH』(2024年1月23日号)でスキャンダラスに報道された。
ところが取材を受けての宮台の状況に対する説明　によれば、事実は報道内容とはいささか様相を異とするものであった。上記の雑誌でも一部紹介されたように、女子大生の上京の目的は、病気加療中の宮台を憂慮し、宮台の妻子に代わってがん研究会有明病院に付き添うためのものであった。さらに宮台によれば客室内では「いわゆる男女関係は一切ありませんでしたが...（中略）...互いを信頼し合う関係にはありました」とされ、この間、宮台は女子学生に対し「進路選択」と、「幼少期の家族関係に由来する人間関係についての願望水準低下を、どう克服するか」についての相談に乗っていたとしている。

しかしながらこのような宮台の釈明と直接現場を目撃した記者の状況報告との間には相当の乖離が見て取れ、加えて宮台の「世間を騒がした」という曖昧な言辞でお茶を濁す総括の仕方や、公的な異議申し立てをせずに都立大学法人の処分をそのまま甘受して職を去る姿勢に対しては様々な意見が寄せられた。

ところが市井においては宮台の釈明は額面通りには受け止められず、当人にとって不本意と思われるハレーションが引き起こされることになった。
例えば講談師の神田伯山は自身がパーソナリティを務めるラジオ番組の枕の部分で「ニッポンを明るくするニュース」として宮台の説明を滞在したホテルの宿泊代の廉価さ
と合わせ、イジリの対象として取り上げた。このほか映画監督の二村ヒトシは、本件に対するメディアの報道姿勢を疑問視し「悩んでいる女性の話を聞いてあげて、そのまま説得・洗脳してセックスに持ち込む。あるいは女性の恋心だけを食っておいて、女性側が望むような交際をせず曖昧なままの関係を続ける」リベラル男性の欺瞞についての議論がもっとなされるべきとし本件を契機に現代社会におけるリベラリズムと社会倫理の問題が議論として喚起されるべきとした。

### 謝罪と反省の表明
報道の後、宮台はしばらくの間沈黙を保っていたが、その後自身の行動に対する総括を表明するようになった。翌月13日、これまで常連出演してきたビデオニュース・ドットコムのYouTube番組「マル激トーク・オン・ディマンド」に出演し、その席でMCで盟友の神保哲生から「世の中から後ろ指を指されるようなことは、自重していただきたい」と説諭されると、宮台は「世間をお騒がせしたこと」と問題を限定しつつも「何事も....今後、自重してまいります」と反省の意を表明した。それを機に言論活動にも変化が見られるようになり、例えば対談番組において「色々お騒がせしている....インチキ社会学者、です」と諧謔を交えて自己紹介するなど自身をも相対化した一皮むけた深みのある論評を行うようになっていった。

このほか週刊誌報道の後、宮台の家庭においては家族会議が開かれ、妻は子供たちに「しんちゃんはこういう人なの。知らなかったとしたら残念でした。こういう人だと承知して結婚したんだよ」と諭すと子供たちは納得してくれ、「スリーサンタ」（クリスマスプレゼント３回分を、妻と３人の子供達に贈る）の条件で手打ちが済み会議は大団円に納まったとのことである。

このような宮台の率直で内省的な態度表明は世間によっても好意的に受け止められ、一時は事態は沈静に向かうに思われたが、公的にはそれでは許されず勤務先の東京都公立大学法人より戒告の懲戒処分を受けるに至っている。
処分の後、宮台の行動の是非について様々な角度から意見が寄せられた。

## 人物
- クリスチャンである[66][67]。
- 加速主義者である[68][69]。そのため、彼のトランプ支持は一般的なトランプ支持とは異なり、トランプ氏を「アメリカ社会の欠陥人々がわかる形に開示する」、「逆説的な機会」として捉えている。そのため実質的には彼自身はトランプの政策や精神に賛同しているわけでは決してない。また、「クズ」「ヘタレ」などの暴言とも見える発言は、故意に相手に「そうなのかもしれない」という「衝撃」を与えることを目的としているため、この点においても加速主義的な戦略がうかがえる。
- 「客観的な分析」を「主観的な主張」と履き違える日本の精神性を強く批判している。なお、統一教会問題の関する言及(「世直しとして機能した」)はその意味において誤解が続いている。
- 宮台は芥正彦の劇「糸あやつり人形芝居『アンチェイン・マイ・ハート』」を見た際、あまりの衝撃でトランス状態に陥ったと語っている[70]。後に芥と【早稲田祭2022】人物研究会主催講演会主催「芥正彦氏×宮台真司氏 実りなき社会で見る夢は芸術か、テロか」にて共演する[70]。
- 幼少時から霊感が強く、神秘的な経験を多く体験しており、不可解に思っていたが、現在では社会的に理解できる現象だという見解を持っているようである[71]。
- 「オウム真理教事件真相究明の会」の呼びかけ人であり、「似たような事件は必ず繰り返される」と松本死刑囚（麻原彰晃）を知らない若い世代へ警告を発信している[9][10][72]。
- 安倍晋三銃撃事件では自民党と統一教会についての関係を指摘しており、原理研究会（統一教会の学生フロント団体）が正体を隠して学生に対する勧誘活動をしていたことなどの警鐘を鳴らしているほか、「偏った世界観と過度な資金集めを特徴とする宗教団体が、フランス・ドイツなどのようにカルト指定されなかったことが大きい」などと自身が答えた箇所を朝日新聞が削除した事に関して苦言を呈している[73][74]。また、国葬前日に公開された「REVOLUTION＋1」の上映イベントにおいて「（国葬が）国辱の恥晒しとなって嬉しい」「（事件は）世直しとして機能した」と発言するなどしていた[75]。
- 宮台の祖父、父（大企業の経営陣[注釈 6]。）とも東京大学卒であり、家庭内、親族が何も言わなくても自身が東京大学に行くことが当たり前と思われていたことが「キツイ」プレッシャーであり（結果的に東大受験を失敗して一浪後に入学）、この経験で「劣等感を抱くようになった」と吐露している。この点では徹底して暗殺後も非難を続けている安倍晋三に対しても、学歴面の境遇（同氏は成蹊大学卒だが、父方の祖父の安倍寛・母方の祖父の岸信介・父の安倍晋太郎がいずれも東大卒）は「他人事ではない」と発言している。しかし、同時に「劣等感は必ず埋め合わせのためのある種の過剰さを伴う」と断言し、安倍晋三を「劣等感の塊」と断定して政策運営、政治活動のすべてを完全否定してもいる[77]。なお、自身も著作や発言の常套句に「クズ」「学歴が低い」「パー」「中卒レベル」「馬鹿」「トンマ」「ボンクラ」「落ちぶれた」「ヘタレ」「オタク」「似非」「劣等」「年貢を払ってる」等の過激なフレーズを駆使して著作・発言の端々に大量に織り込み、特に日本については「劣等国」「後進国」と断言している。ただし、彼自身が著作内でたびたび説明するように、それはあくまでも「啓蒙」の方法の一つであり、「目から鱗」の体験をすることで「仲間」とのディスコミュニケーションを解消することを目的としている。しかし一方でその「啓蒙」の効果を疑問視する声も少なくはない。
- 宮台は、自身が「双極性障害Ⅱ型（正確には双極II型障害）と発達障害を両方持っている」と明言した[78]。

## 主張

### 憲法・安保
- 「対米ケツナメを右だと考える馬鹿右翼と、護憲平和を左だと考える馬鹿左翼」を批判している[79]。
- 1990年代はリベラルを名乗っていたが、2000年代になると天皇主義に基づく思想も展開する。「解放的関心の強烈な『左』と、条理によって条理の限界を見極める『右』は、論理的に両立可能」と主張する[80]。2000年代には通信傍受法や個人情報保護法、ポルノ規制強化などへの反対運動に参加[81]。
- 誤った右翼思想をもつと自らが定義した政治家に特に厳しく、「政府に逆らう者は反日分子」と発言した柏村武昭に対し、このような発言をする政治家を取り除くことが真の右翼であるとした。また小池百合子をアメリカ合衆国に何も条件をつけずにテロ対策特別措置法を延長したという理由で売国政治家とした。小泉内閣に関しては、その中期までは非常に好意的であり、メディアでも度々称賛してきた[82]。ただし2006年頃から竹中平蔵の主導した市場原理主義を厳しく批判している。[要出典]
- 日本国憲法については改憲論者である[注釈 7]。憲法改正をして、重武装し、対米中立であるべきであるとする。ここでの重武装とは対地反撃能力を中核とする抑止力としての反撃能力のことである。具体的には航続距離の長い爆撃機や長距離ミサイルを持つことで、激しい地上戦に持ち込まれないためにこそ重武装化すべきであると主張する。「重武装化と対米中立」化のためには、
  - アメリカ合衆国の機嫌を損なわないようにするにはどうするべきか
  - アジア諸国の疑惑や懸念をどう取り除くか
  - 憲法改正に必要な国民意思や、重武装を制御する頭脳（民度）をどう形成するか

などの障害を克服する必要があると主張する。また、押し付け憲法論は誤りだと主張する。
- 田原総一朗に対しては批判的で、2019年4月のABEMA Primeにおいて「何のために朝生やってきたんだよ」と切り捨てた発言をしている[86]。かつては『朝まで生テレビ！』の出演者から番組進行までの全てをプロデュースしており、田原の降番を主張したと述べている[要出典]。ただしその後も対談はしている[52]。
- 徴兵制度

徴兵制度について、大韓民国で施行されている大韓民国国軍の徴兵制度に対して賛意を示している。安藤美冬との対談において、宮台の教え子であるイ･ヒョンソクの「社会化→脱社会化→再社会化」という言葉を引用した上で、徴兵制を評価し、日本でも「ネット上で「許さん！」と噴き上がる」人間に対する「処方箋」として徴兵制を導入するのは有効ではないかという趣旨の発言をしている。
宮台は、日本に徴兵制度を導入するのは現実的に不可能であるとするが、徴兵制度があると自分が、あるいは自分の子どもが、戦地に送られる可能性があるので、シビリアンコントロール（文民統制）のあり方をちゃんとチェックしよう、そのためにちゃんとした政治家を選ぼうという意欲が非常に強くなる。それが政治参加意欲の大きな原動力になると主張する。

### 原発
トリチウム生物濃縮説の提示
2023年政府による福島原発の処理水の排出に関して、「排出されたトリチウムを摂取した有機体の体内にトリチウムが濃縮して蓄積される」とする独自の学説を提示した。この主張に対し、物理学者(素粒子物理学)の多田将、医学者(放射線疫学)の高村昇、実業家の堀江貴文 、経済評論家の上念司らの有識者によって各々の専門的見地から反論が向けられた。

宮台は英国の自然環境保護団体の市民活動家のレポートを根拠にトリチウム生物濃縮説を確信したとしている。その一方、福島大学、茨城大学、日本放射線影響学会 などの学術研究機関によって、トリチウムは海産物などの体内に蓄積しない、との一連の研究報告が公表されている。
(宮台が自身の主張の根拠として、権威ある学術誌に掲載されたと太鼓判を押した論文に対する三菱総研による評価報告についてはを参照のこと。ちなみに同報告は宮台が例示した、Andrew Turner (et al.)2009については、生物濃縮の可能性を示唆する先行研究を紹介しただけのものであり、生物濃縮が起こる根拠を示す実験等を行ったものではない、としている。このほかBenedict C. Jaeschke(et al.)2013についても、生物濃縮に関しては可能性として言及しているに過ぎない、としている。)
有機結合型トリチウム説、さらに遺伝子におけるトリチウム原子の水素原子との置換説の提示
有識者達による一連の反論を受けると、今度は、問題なのは生物濃縮よりもむしろ有機結合型トリチウム（OBT）（有機物中の水素原子がトリチウムと置き換えられる現象）であるとし、そしてさらに、遺伝子中に取り込まれたトリチウム原子がβ崩壊しヘリウム原子に置き換わることでDNAを傷つける可能性があることである、という主張を展開し出した。ただし前者については東京電力が2017年以降継続して実施してきた福島県熊川沖20km圏内における魚介物のサンプリング調査では、有機結合型トリチウム（OBT）は検出限界値未満(ND)であると報告されており、後者については経済産業省は「トリチウム原子がヘリウム原子に変化することで遺伝子が受ける影響については、測定可能なレベルのものにもならない」と説明している。
宮台は予防原則を主張し「精査する義務は放出側」と国や東電側に対し説明責任を果たすことを要求していたが、今度はステークホルダー（利害関係者）の調査結果は信用できないと強弁し、測定値を根拠に示された客観的事実の説明の受け入れを拒否し続けている。

### クソフェミ
- フェミニストを自称しながら、しかしフェミニズムの歴史（自分たちに課せられたステレオタイプを疑うように、あらゆるステレオタイプを疑う、安易に物事をカテゴリーにあてはめない）を鑑みず、ステレオタイプな言説を張り、むしろ女性を傷つけ、フェミニズムやフェミニストのイメージを毀損する差別主義者[113]として、「クソフェミ」という造語を作り、加藤浩次と安藤優子司会の番組でクソフェミ論を語る[114]。
- 美術家でフェミニスト柴田英里とクソフェミ批判対談を2022年にしており[115]、2023年にも、LGBTQ法案とトランスジェンダリズムや性交同意年齢の引き上げ、埼玉県営プールのグラビアアイドルやAV女優・コスプレイヤー・レースクイーンの水着撮影会中止騒動（クソフェミ＋共産党議員団）などのクソフェミ問題を語り、安倍晋三銃撃殺害事件や岸田銃撃未遂事件、刺殺未遂暴行事件などの社会情勢との共通基盤を語った[116]。
- 近田春夫プロュ―スの対談本で、「近代では法と道徳は違う。法は社会のもの。道徳は共同体のもの。社会は複雑。数多の共同体を含む。共同体は一界隈に過ぎない。共同体のローカルな道徳を法化してはダメ。どこかの界隈が萌え絵や水着撮影会を叩くのは勝手。でもそれを法化したがるのは近代の法原則を弁えない頓馬。今だとクソフェミ界隈に見られる奥井的言説は、これにて粉砕完了。」と発言し[117]、また「ウヨ豚とクソフェミは共通点がある」と評し「前者が中国や韓国が悪い！と叫び、後者が何でも男が悪い！と、他者などの責任転換し他罰化を叫び、ヘイトをまき散らす」と評した[118]。

### 映画
- アントニオ・グラムシの影響で映画によって革命を起こすべく映画作家を目指し、それに役立つと考えて社会学を学んだ。
- 映画監督の園子温とは個人的にも親交があり、園監督の「紀子の食卓」（2006年）を非常に高く評価している。また「愛のむきだし」（2008年）には、新宗教の指導者の一人として出演している。「ヒミズ」（2012年）では、テレビの中で東日本大震災について語る知識人という役で出演している。「ラブ&ピース」（2015年6月27日、アスミック・エース）では、討論番組での知識人の一人として出演している。
- 坂本龍一追悼のさいに、坂本とクリント・イーストウッドの共通点を語る[119]

### 性について・結婚
- 性風俗、自身の性体験などについても活発に研究・発言している。売春合法化論者。援助交際を専門的に調べるきっかけは、当時付き合っていた女子高生が、援助交際をやっていたからだった[120]。過去にテレフォンクラブにハマっていた時期があったが、母親に50枚の会員証が見つかり、すべて捨てられている。なお、その後も続けていた[121]。
- 中学高校時代、空手道部に所属していた新入部員のときに、先輩から愛撫の仕方などを学んだとして、次のように自著で書いている[122]。「先輩に全身なめられて、『宮台君はアドレナリンの匂いがするね。感じてるよ。チンチン勃ってるじゃないか』」と、全身を愛撫されたあと言われた[122]。また、中学時代には中央線でよく男の痴漢にあったとして、「触ってくるのが男でも、あの年代はすぐに変な気分になってチンチンが勃ちます（笑）。 しかも男が男に触られてるんだと恥ずかしくて、女の子みたいに 『この人痴漢です！』って言えないじゃないですか。だから触られ放題で、ずいぶん感じさせられました」と自身の体験について発言している[122]。
- 宮台が最初に結婚したのは、イタズラ好きな友人からもらった、水を垂らすだけで陽性反応と同じサインを示すエイズ検査のダミーキットを、それとは知らずに、当時交際していた女性と自分の唾液を混ぜて使ったところが、エイズの陽性反応が出たと思い込んだことがきっかけであるが[123]、その後にテレフォンクラブ問題の報道が要因となり、離婚に至る[124]。
- 現在の伴侶は、東京大学名誉教授佐伯胖の娘であるが、過去に佐伯の教育論を大批判しており、結婚を決めた女性が、その佐伯の娘であるとは知らず、佐伯の両親に結婚の挨拶しに行くのが大変困った[125]。妻は良妻賢母の女性で上記のように夫のスキャンダルに際して、シリアスな話題にもユーモアを混ぜ込ませるという機転を利かせ見事に家庭崩壊を防いでいる。
- 2024年1月8日、がん研有明病院の治療等に同行する、地方国立大学に通う20歳女性の存在がスクープされた。新刊共著者の生駒明は「本が発売になるタイミングで宮台氏が話題になるのは偶然にしてもびっくりです。宮台氏の解説はとても素晴らしいもので、ありがたかったです」と絶賛した[126]。

### オウム事件真相究明の会
- 2018年6月4日に立ち上げ記者会見を行った「オウム事件真相究明の会」では、呼びかけ人として名前を連ねた[127]。オウム真理教については、教祖の麻原彰晃（2018年7月6日死刑執行）に対する確定判決で、「被告人は、東京に大量のサリンを散布して首都を壊滅しその後にオウム国家を建設して自ら日本を支配することなどを企て、ヘリコプターの購入及び出家信者によるヘリコプターの操縦免許の取得を図るとともに、大量のサリンを生成するサリンプラントの建設を教団幹部らに指示したものというべきである」という事実認定がされているが[128]、宮台はこの記者会見で、「いわゆるですね私利私欲に基づく犯罪、人殺し、あるいは、いわゆる誰から見ても脅迫だと分かるような手段による、そうした手段を用いた命令による人殺しと今回の事件は違っているんですね」「今の凶悪犯罪と違って、自分は攻撃性は無いと、人を憎んではいない」と述べた[129]。これに対して江川紹子、滝本太郎、青沼陽一郎、山口貴士は、長年に渡って行われていた裁判の結果を見ていない、信者の主張を助けているなどと批判した[9]。

## 評価
政治学者の姜尚中は「宮台さんこそ、現代における丸山眞男のもっとも卓越した後継者」と評価している。

## 批判
朝日新聞の山下龍一記者は、宮台の教え子であり、安倍晋三の番記者であったが、奇しくも2022年に襲撃された、この二人は「アンチが多いという共通点があると評した」。ことから分かるように、宮台はアンチが多い。
後藤和智は著書「おまえが若者を語るな! 　(角川oneテーマ21 C 154) 　新書」などで香山リカらと共に宮台を批判している。
清義明は「「ブルセラ論争」とかやっていた宮台真司が、たいそうな哲学者っぷりをしているのがなんとなく笑える今日この頃。」「自分からいわせれば宮台などは「マス・イメージ論」やボードリヤールの中で未だにカエルのように泳いでいるだけなんですけれども。」「ブルセラ論争のころは、まだ「価値紊乱者の光栄」があっただけよかったですね。今は単なる二流の哲学ポップスターです。」と宮台を評す。
ジャーナリストの石井孝明は「大した事もしていない、社会から忘れられた人間が、目立ちたいがために過激な発言を繰り返している」「（安倍元総理の暗殺事件を肯定するなどした事が）自身への襲撃を招いたのではないかも知れない」と、宮台自身の発言がテロを誘発していると非難している。

## 著作

### 単著
| タイトル                                                                  | 出版社               | 出版年月 | ISBN                     | 備考 および文庫版                                     |
| ------------------------------------------------------------------------- | -------------------- | -------- | ------------------------ | ----------------------------------------------------- |
| 『権力の予期理論 了解を媒介にした作動形式』                               | 勁草書房             | 1989年   | ISBN 432610077X          |                                                       |
| 『制服少女たちの選択』                                                    | 講談社               | 1994年   | ISBN 4062053543          | 朝日文庫 ISBN 4022615214                              |
| 『終わりなき日常を生きろ オウム完全克服マニュアル』                       | 筑摩書房             | 1995年   | ISBN 4480857206          | ちくま文庫 ISBN 4480033769                            |
| 『まぼろしの郊外 成熟社会を生きる若者たちの行方』                         | 朝日新聞社           | 1997年   | ISBN 4022571918          | 朝日文庫 ISBN 4022612908                              |
| 『透明な存在の不透明な悪意』                                              | 春秋社               | 1997年   | ISBN 4393331753          | 酒鬼薔薇聖斗事件について                              |
| 『世紀末の作法 終ワリナキ日常ヲ生キル知恵』                               | メディアファクトリー | 1997年   | ISBN 4889914617          |                                                       |
| 『これが答えだ! 新世紀を生きるための100問100答』                          | 飛鳥新社             | 1998年   | ISBN 4870313286          | 『(同上)108問108答』に改題。 朝日文庫 ISBN 4022613777 |
| 『野獣系でいこう!!』                                                      | 朝日新聞社           | 1999年   | ISBN 4022573287          | 朝日文庫 ISBN 4022613580                              |
| 『自由な新世紀――不自由なあなた』                                          | メディアファクトリー | 2000年   | ISBN 4889919074          |                                                       |
| 『援交から革命へ 多面的解説集』                                           | ワニブックス         | 2000年   | ISBN 4847013549          |                                                       |
| 『援交から天皇へ Commentaries 1995-2002』                                 | 朝日文庫             | 2002年   | ISBN 4022613920          | 『援交から革命へ』を大幅増補したもの。                |
| 『絶望から出発しよう』                                                    | ウェイツ             | 2003年   | ISBN 4901391305          |                                                       |
| 『絶望 断念 福音 映画 「社会」から「世界」への架け橋』                    | メディアファクトリー | 2004年   | ISBN 4840111308          |                                                       |
| 『亜細亜主義の顛末に学べ 宮台真司の反グローバライゼーション・ガイダンス』 | 実践社               | 2004年   | ISBN 491604374X          |                                                       |
| 『宮台真司interviews』                                                    | 世界書院             | 2005年   | ISBN 4792720788          |                                                       |
| 『宮台真司ダイアローグズ1』                                               | イプシロン出版企画   | 2006年   | ISBN 490314500X          |                                                       |
| 『14歳からの社会学 これからの社会を生きる君に』                           | 世界文化社           | 2008年   | ISBN 4418082182          | ちくま文庫 ISBN 4480430261                            |
| 『〈世界〉はそもそもデタラメである』                                      | メディアファクトリー | 2008年   | ISBN 4840126143          |                                                       |
| 『日本の難点』                                                            | 幻冬舎新書           | 2009年   | ISBN 4344981219          |                                                       |
| 『中学生からの愛の授業』                                                  | コアマガジン         | 2010年   | ISBN 4862527361          |                                                       |
| 『宮台教授の就活原論』                                                    | 太田出版             | 2011年   | ISBN 4778312775          | ちくま文庫 ISBN 4480432086                            |
| 『きみがモテれば、社会は変わる。』                                        | イースト・プレス     | 2012年   | ISBN 4781690319          |                                                       |
| 『私たちはどこから来て、どこへ行くのか』                                  | 幻冬舎               | 2014年   | ISBN 4344025326          |                                                       |
| 『正義から享楽へー映画は近代の幻を暴くー』                                | blueprint            | 2016年   | ISBN 9784773405026       |                                                       |
| 『社会という荒野を生きる。』                                              | ベストセラーズ       | 2018年   | ISBN 9784584125922       |                                                       |
| 『崩壊を加速させよ 「社会」が沈んで「世界」が浮上する』                   | blueprint            | 2021年   | ISBN 9784909852090 C0074 |                                                       |

### 共著
| タイトル                                                                          | 共著者                                                                                               | 出版社               | 出版年月 | ISBN              | 備考 および文庫版                |
| --------------------------------------------------------------------------------- | --- | -------------------- | -------- | ----------------- | -------------------------------- |
| 『サブカルチャー神話解体 少女・音楽・マンガ・性の30年とコミュニケーションの現在』 | 石原英樹 大塚明子                                                                                    | Parco出版局          | 1993年   | ISBN 4891943602   | ちくま文庫増補版 ISBN 4480423079 |
| 『新世紀のリアル』                                                                | 中森明夫 藤井良樹                                                                                    | 飛鳥新社             | 1997年   | ISBN 4870313197   |                                  |
| 『学校を救済せよ 自己決定能力養成プログラム』                                     | 尾木直樹                                                                                             | 学陽書房             | 1998年   | ISBN 431363035X   |                                  |
| 『学校的日常を生きぬけ 死なず殺さず殺されず』                                     | 藤井誠二                                                                                             | 教育史料出版会       | 1998年   | ISBN 4876523371   |                                  |
| 『性の自己決定原論 援助交際・売買春・子どもの性』                                 | 速水由紀子 他                                                                                        | 紀伊国屋書店         | 1998年   | ISBN 4314008210   |                                  |
| 『ポップ・カルチャー』                                                            | 松沢呉一                                                                                             | 毎日新聞社           | 1999年   | ISBN 4620312851   |                                  |
| 『美しき少年の理由なき自殺』                                                      | 藤井誠二                                                                                             | メディアファクトリー | 1999年   | ISBN 4889919341   |                                  |
| 『居場所なき時代を生きる子どもたち』                                              | 三沢直子 保坂展人                                                                                    | 学陽書房             | 1999年   | ISBN 4313630414   |                                  |
| 『戦争論妄想論』                                                                  | 姜尚中他                                                                                             | 教育史料出版会       | 1999年   | ISBN 4876523665   |                                  |
| 『買売春解体新書 近代の性規範からいかに抜け出すか』                               | 上野千鶴子                                                                                           | 柘植書房新社         | 1999年   | ISBN 4806804185   |                                  |
| 『サイファ覚醒せよ! 世界の新解読バイブル』                                        | 速水由紀子                                                                                           | 筑摩書房             | 2000年   | ISBN 448086329X   | ちくま文庫 ISBN 4480422595       |
| 『リアル国家論』                                                                  | 宮崎哲弥他                                                                                           | 育史料出版会         | 2000年   | ISBN 4876523908   |                                  |
| 『少年たちはなぜ人を殺すのか』                                                    | 香山リカ                                                                                             | 創出版               | 2001年   | ISBN 4924718416   | ちくま文庫 ISBN 4480426248       |
| 『「脱社会化」と少年犯罪』                                                        | 藤井誠二                                                                                             | 創出版               | 2001年   | ISBN 4924718424   |                                  |
| 『憲法対論 転換期を生きぬく力』                                                   | 奥平康弘                                                                                             | 平凡社新書           | 2002年   | ISBN 4582851649   |                                  |
| 『学校が自由になる日』                                                            | 藤井誠二 内藤朝雄                                                                                    | 雲母書房             | 2002年   | ISBN 4876721041   |                                  |
| 『不純異性交遊マニュアル』                                                        | 速水由紀子                                                                                           | 筑摩書房             | 2002年   | ISBN              |                                  |
| 『挑発する知 国家、思想、そして知識を考える』                                     | 姜尚中                                                                                               | 双風舎               | 2003年   | ISBN 4480863435   | ちくま文庫 ISBN 4480423877       |
| 『不安の正体! メディア政治とイラク戦後の世界』                                    | 金子勝 藤原帰一 A・デウィット                                                                        | 筑摩書房             | 2004年   | ISBN 4480863583   |                                  |
| 『日常・共同体・アイロニー 自己決定の本質と限界』                                 | 仲正昌樹                                                                                             | 双風舎               | 2004年   | ISBN 4902465043   |                                  |
| 『限界の思考 空虚な時代を生き抜くための社会学』                                   | 北田暁大                                                                                             | 双風舎               | 2005年   | ISBN 490246506X   |                                  |
| 『私たちが住みたい都市』                                                          | 伊東豊雄他                                                                                           | 平凡社               | 2006年   | ISBN 4582544312   |                                  |
| 『「麻原死刑」でOKか?』                                                           | 野田正彰他                                                                                           | ユビキタ・スタジオ   | 2006年   | ISBN 4877585036   |                                  |
| 『幸福論 〈共生〉の不可能と不可避について』                                       | 鈴木弘輝 堀内進之介                                                                                  | NHK出版              | 2007年   | ISBN 414091081X   |                                  |
| 『計算不可能性を設計する ITアーキテクトの未来への挑戦』                           | 神成淳司                                                                                             | ウェイツ             | 2007年   | ISBN 4901391801   |                                  |
| 『生きる意味を教えてください』                                                    | 田口ランディ他                                                                                       | バジリコ             | 2008年   | ISBN 4862380727   |                                  |
| 『映画「靖国」上映中止をめぐる大議論』                                            | 森達也 鈴木邦男他                                                                                    | 創出版               | 2008年   | ISBN 4924718882   |                                  |
| 『民主主義が一度もなかった国・日本』                                              | 福山哲郎                                                                                             | 幻冬舎新書           | 2009年   | ISBN 4344981529   |                                  |
| 『父として考える』                                                                | 東浩紀                                                                                               | NHK生活人新書        | 2010年   | ISBN 4140883243   |                                  |
| 『原発社会からの離脱――自然エネルギーと共同体自治にむけて』                        | 飯田哲也                                                                                             | 講談社現代新書       | 2011年   | ISBN 4062881128   |                                  |
| 『愚民社会』                                                                      | 大塚英志                                                                                             | 太田出版             | 2011年   | ISBN 4778312910   |                                  |
| 『脱原発とデモ: そして、民主主義』                                                | 飯田哲也他                                                                                           | 筑摩書房             | 2012年   | ISBN 4480864199   |                                  |
| 『踊ってはいけない国、日本』                                                      | 磯部涼編著                                                                                           | 河出書房新社         | 2012年   | ISBN 430924601X   |                                  |
| 『排除社会の現場と暴対法の行方』                                                  | 宮崎学他                                                                                             | 同時社時代           | 2012年   | ISBN 488683728X   |                                  |
| 『おどろきの中国』                                                                | 橋爪大三郎 大澤真幸                                                                                  | 講談社現代新書       | 2013年   | ISBN 4062881829   |                                  |
| 『宮台真司・愛のキャラバン』                                                      | 高石宏輔 公家シンジ他                                                                                | Amazon Kindle版      | 2013年   | ASIN B00ECHGFDI   |                                  |
| 『小室直樹の世界-社会科学の復興をめざして』                                       | 盛山和夫 橋爪大三郎 志田基与師 今田高俊 山田昌弘 大澤真幸 伊藤真 副島隆彦 渡部恒三 関口慶太 村上篤直 | ミネルヴァ書房       | 2013年   | ISBN 4623067033   |                                  |
| 『「絶望の時代」の希望の恋愛学』                                                  | 高石宏輔 公家シンジ他                                                                                | KADOKAWA/中経出版    | 2013年   | ISBN 404600116X   |                                  |
| 『これが沖縄の生きる道』                                                          | 仲村清司                                                                                             | 亜紀書房             | 2014年   | ISBN 4750514152   |                                  |
| 『戦争する国の道徳 安保・沖縄・福島』                                             | 小林よしのり 東浩紀                                                                                  | 幻冬舎新書           | 2015年   | ISBN              |                                  |
| 『Music for Urbanism (CD+BOOK)』                                                  | Merzbow                                                                                              | murmur records       | 2015年   | EAN 4532813841311 |                                  |
| 『子育て指南書 ウ○コのおじさん』                                                  | 岡崎勝 尹雄大                                                                                        | ジャパンマニシスト社 | 2017年   | ISBN 4880493287   |                                  |
| 『音楽が聴けなくなる日』                                                          | 永田 夏来 、 かがりはるき                                                                            | 集英社新書           | 2020年   | ISBN 4087211231   |                                  |

### 単行本シリーズ

#### M2
宮崎哲弥との共著
- 『M2われらの時代に』（朝日新聞社、2002年）
- 『ニッポン問題。M2:2』（インフォバーン、2003年）
- 『エイリアンズ――論壇外知性体による「侵犯」的時評'03-'04』（インフォバーン、2004年）
- 『M2：思考のロバストネス』（インフォバーン、2006年）
- 『M2：ナショナリズムの作法』（インフォバーン、2007年）

#### マル激
神保哲生との共著
- 『漂流するメディア政治――情報利権と新世紀の世界秩序』（春秋社、2002年）
- 『アメリカン・ディストピア――21世紀の戦争とジャーナリズム』（春秋社、2003年）
- 『ネット社会の未来像』（春秋社、2006年）
- 『天皇と日本のナショナリズム』（春秋社、2006年）
- 『中国――隣りの大国とのつきあいかた』（春秋社、2007年）
- 『教育をめぐる虚構と真実』（春秋社、2008年）
- 『沖縄の真実、ヤマトの欺瞞』（春秋社、2010年）
- 『地震と原発 今からの危機』（扶桑社、2011年）
- 『増税は誰のためか 』（扶桑社、2012年）
- 『反グローバリゼーションとポピュリズム 「トランプ化」する世界』（光文社、2017年）
- 『暴走する検察 歪んだ正義と日本の劣化』（光文社、2020年）

#### 人生の教科書
藤原和博との共著
- 『人生の教科書「よのなか」』（筑摩書房、1998年）
- 『人生の教科書「ルール」』（筑摩書房、1999年）
  - 1つの文庫本にまとめた『人生の教科書「よのなかのルール」』が出版されている（ちくま文庫、2005年）。

### 編著
- 『教育「真」論――That's Japan special：連続シンポジウムの記録』（ウェイツ、2004年）
- 『サブカル「真」論――That's Japan special：連続シンポジウムの記録』（ウェイツ、2005年）
- 『統治・自律・民主主義―パターナリズムの政治社会学』（現代位相研究所、2012年）

### 共編著
- （門脇厚司）『「異界」を生きる少年少女』（東洋館出版社、1995年）
- （鈴木弘輝）『21世紀の現実――社会学の挑戦』（ミネルヴァ書房、2004年）
- （高岡健）『こころ「真」論：連続シンポジウムの記録』（ウェイツ、2006年）
- （辻泉・岡井崇之）『「男らしさ」の快楽――ポピュラー文化からみたその実態』（勁草書房、2009年）

### 共訳書
- （大澤真幸）G・スペンサー＝ブラウン『形式の法則』（朝日出版社、1987年）

### その他
- 『行為と役割』,（『社会学の基礎』（今田高俊・友枝敏雄＝編，有斐閣）に収蔵）

## 出演番組
- マル激トーク・オン・ディマンド（ビデオニュース・ドットコム）
- 深掘TV ver2（ニコニコ生放送）
- DOMMUNE RADIOPEDIA（DOMMUNE）-「オルタナティブカルチャー・ラボラトリー」と題して、ダースレイダーとともに周縁文化や社会現象を語る。ライブストリーミング・チャンネルDOMMUNEのスタジオで公開配信を行い、アーカイブはAmazon Musicのポッドキャストから配信される[注釈 11][137]。

## 備考
- TEPCOインターカレッジデザイン選手権 審査委員
- 第27期東京都青少年問題協議会 委員[138]